# Lambaréné
Lambaréné – miasto w Gabonie, stolica prowincji Ogowe Środkowe. Miasto zamieszkuje 26 000 osób. W Lambaréné wiele lat przebywał i prowadził szpital  niemiecki teolog luterański, filozof, organista, muzykolog, lekarz Albert Schweitzer.
W mieście rozwinął się przemysł spożywczy oraz drzewny.